# Потёсы (Гомельская область)
Потёсы (бел. Пацёсы) — деревня в Неглюбском сельсовете Ветковского района Гомельской области Белоруссии.
В результате катастрофы на Чернобыльской АЭС и радиационного загрязнения жители (40 семей) переселены в 1992 году в чистые места.

## География

### Расположение
В 35 км на северо-восток от Ветки, 59 км от Гомеля.

### Гидрография
Река Ведерня (приток реки Беседь).

## Транспортная сеть
Транспортные связи по просёлочной, затем автомобильной дороге Светиловичи — Гомель. Планировка состоит из чуть изогнутой короткой улицы, ориентированной с юго-востока на северо-запад. Застройка деревянная, усадебного типа.

## История
По письменным источникам известна с начала XIX века как деревня в Столбунской волости Гомельского уезда Могилёвской губернии. Согласно переписи 1897 года располагались 2 ветряные мельницы. В 1909 году в Столбунской волости, 567 десятины земли. Наиболее активно застройка велась в 1920-х годах. В 1926 году работали почтовый пункт, начальная школа.
С 8 декабря 1926 года по 30 декабря 1927 года центр Потёского сельсовета Светиловичского, с 4 августа 1927 года Ветковского районов Гомельского округа.
В 1929 году создан колхоз «Весёлый путь», работали 2 ветряные мельницы (1927 год), конная круподробилка (1927 год), кузница. Во время Великой Отечественной войны 48 жителей погибли на фронте. В 1959 году входила в состав совхоза «Громыки» (центр — деревня Новые Громыки).
В 1947 году к деревне присоединён посёлка Александровка.

## Население

### Численность
- 2010 год — жителей нет.

### Динамика
- 1868 год — 37 дворов, 204 жителя.
- 1897 год — 48 дворов, 299 жителей (согласно переписи).
- 1909 год — 50 дворов, 322 жителя.
- 1926 год — 87 дворов, 419 жителей.
- 1959 год — 239 жителей (согласно переписи).
- 1992 год — жители (40 семей) переселены.